# تشارلز بينيت (كاتب)
تشارلز بينيت (بالإنجليزية: Charles Bennett)‏ (و. 1870 – 1950 م) هو عداء المسافات المتوسطة، وكاتب سيناريو بريطاني، ولد في دورست، شارك في الألعاب الأولمبية الصيفية 1900، توفي في بورنموث، عن عمر يناهز 80 عاماً.

## روابط خارجية
- تشارلز بينيت على موقع أوليمبيديا (الإنجليزية)
- تشارلز بينيت على موقع اللجنة الأولمبية البريطانية (الإنجليزية)